# Killer Karl Krupp
George Momberg, znany jako Killer Karl Krupp (ur. 13 maja 1934 w Holandii, zm. 24 sierpnia 1995 w Moncton w prowincji Nowy Brunszwik, Kanada) – wrestler i kulturysta holenderskiego pochodzenia, popularny na przestrzeni lat 70. i 80. XX wieku.

## Biogram
Urodził się w Holandii. Gdy był dzieckiem, jego kraj okupowany był przez nazistów. Tuż po II wojnie światowej wyemigrował do Ameryki Północnej. Jako kulturysta zadebiutował w roku 1957 pod pseudonimem Dutch Momberg. Aż do 1988 roku zasłużył się branży kulturystycznej jako zdobywca licznych tytułów i wyróżnień. W okresie działalności w tej dziedzinie sportu zajmował się jednocześnie wrestlingiem.
Był otwartym gejem.

## Tag teamy
1. (AWA): El Mongol
2. (NWA/Amarillo): Fritz Von Erich
3. (AGPW): Hans Herman
4. (NWA): Karl Von Steiger
5. (NWA): Kurt Von Steiger
6. (NWA): Tor Kamata
7. (MWA): Butcher Brannigan

## Tytuły
1. NWA: Pacific Northwest Tag Team Title, Texas Hardcore Title, Australasian Tag Team Title, Southern Heavyweight Title
2. AGPW: International Heavyweight Title, North American Tag Team Title, European Title
3. Amarillo: International Tag Team Title
4. ESA: North American Heavyweight Title
5. WWC: North American Heavyweight Title
6. IWA: International Tag Team Title
7. AWA: Southern Tag Team Title
8. JWA: International Tag Team Title